# Mandíbula de Mauer

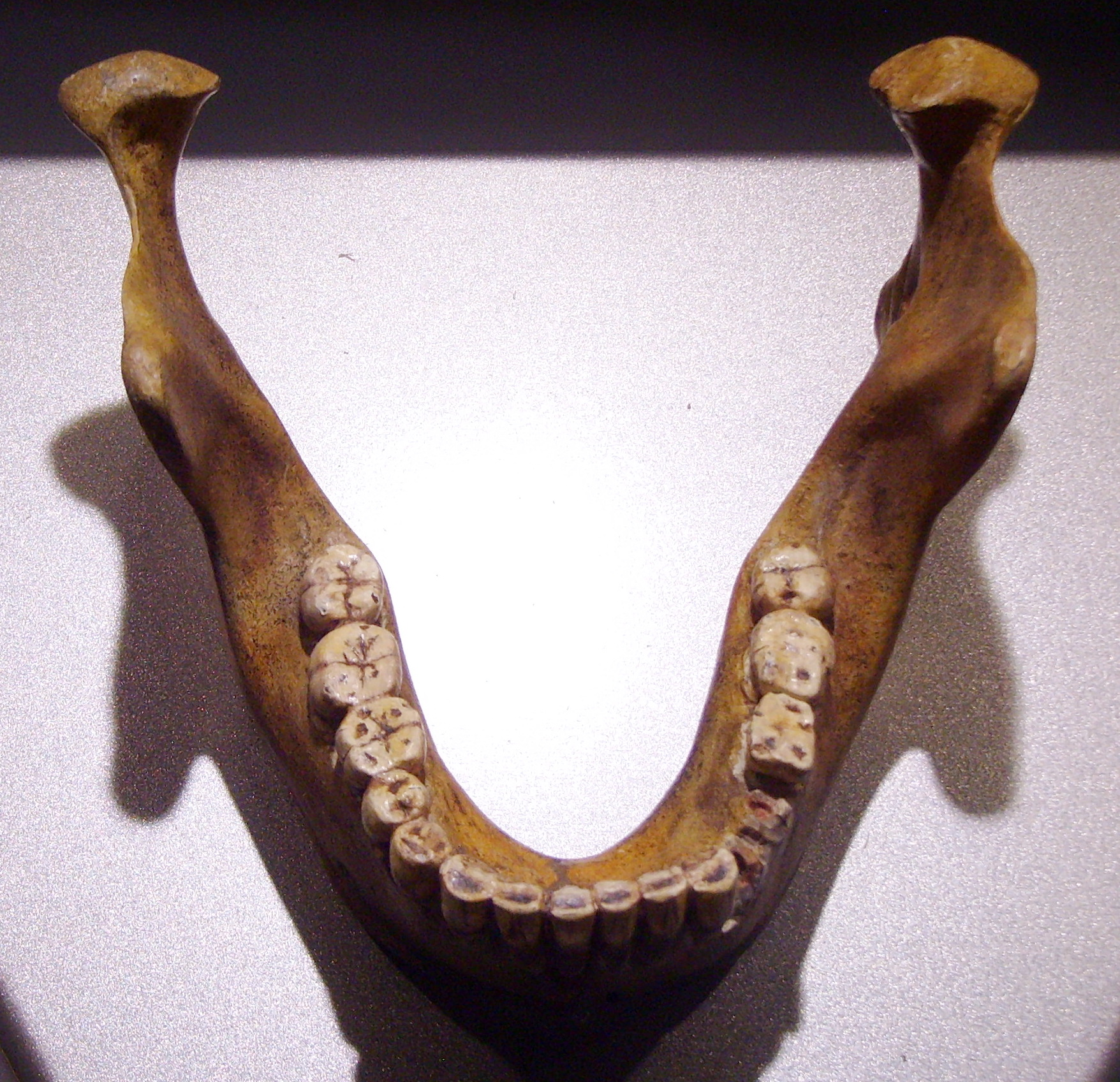
Réplica de la mandíbula en el Museo Mauer

La mandíbula de Mauer o Mauer 1 es una mandíbula fosilizada de un homínido del Paleolítico inferior descubierta en 1907, en un arenero de la localidad alemana de Mauer (Baden) por Daniel Hartmann, un trabajador del arenero, y descrita y publicada por el paleoantropólogo Otto Schoetensack en 1908, quien asignó el nombre de Homo heidelbergensis a la nueva especie a la que representaba. Su edad, establecida por datación radiométrica, es de 609 000 ± 40 000 años. Es de una notable importancia para la arqueología y la paleoantropología.
Sus características son intermedias entre la robusta mandíbula del Homo erectus y los dientes del Homo neanderthalensis.

## Galería de imágenes

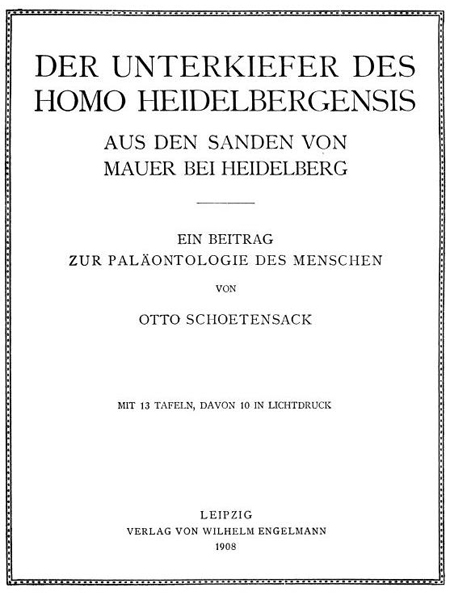
Portada de la descripción de Homo heidelbergensis por Otto Schoetensack en 1908.
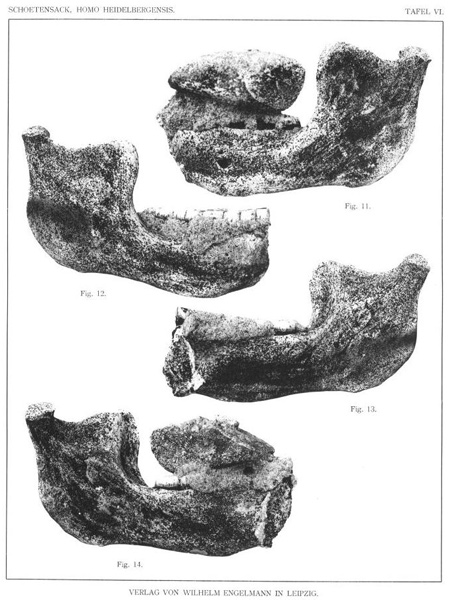
Aspecto original, con material adherido.
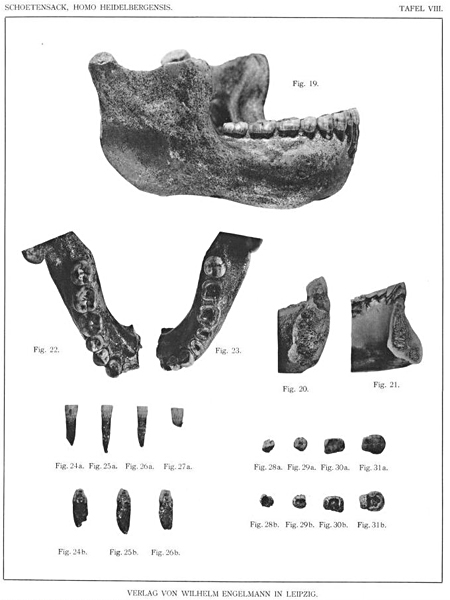
Aspecto tras la limpieza.
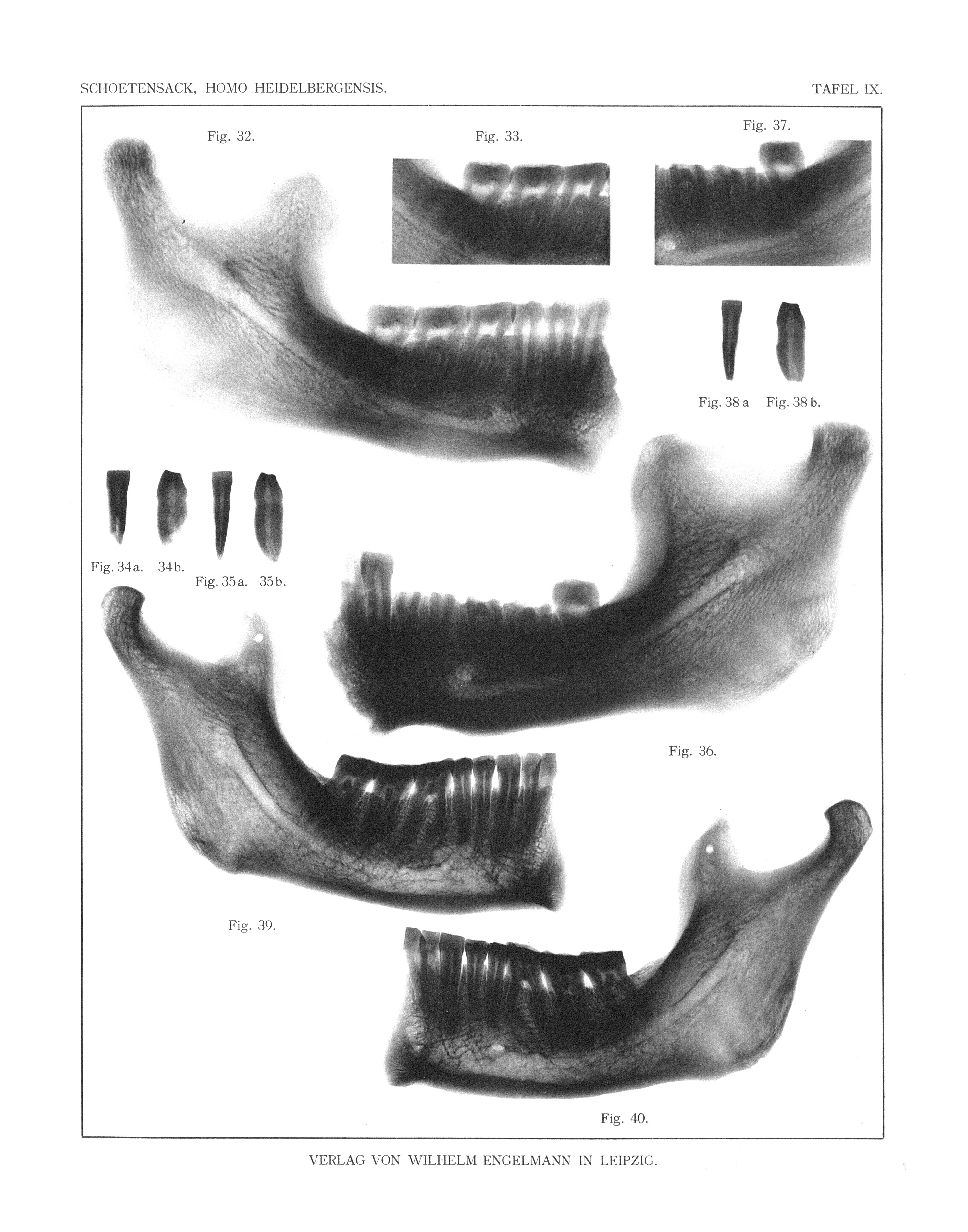
Radiografía.
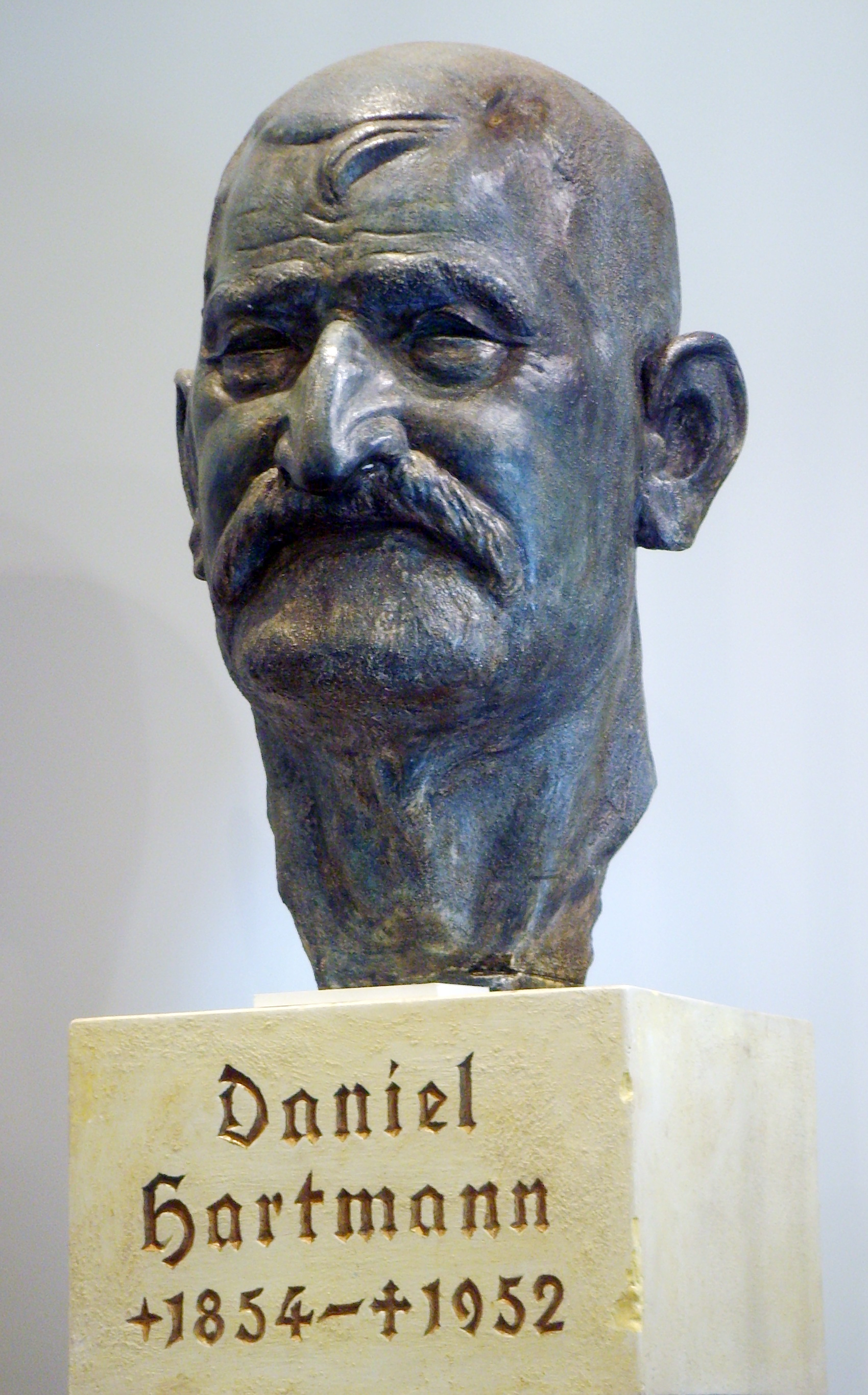
Daniel Hartmann, descubridor de la mandíbula.
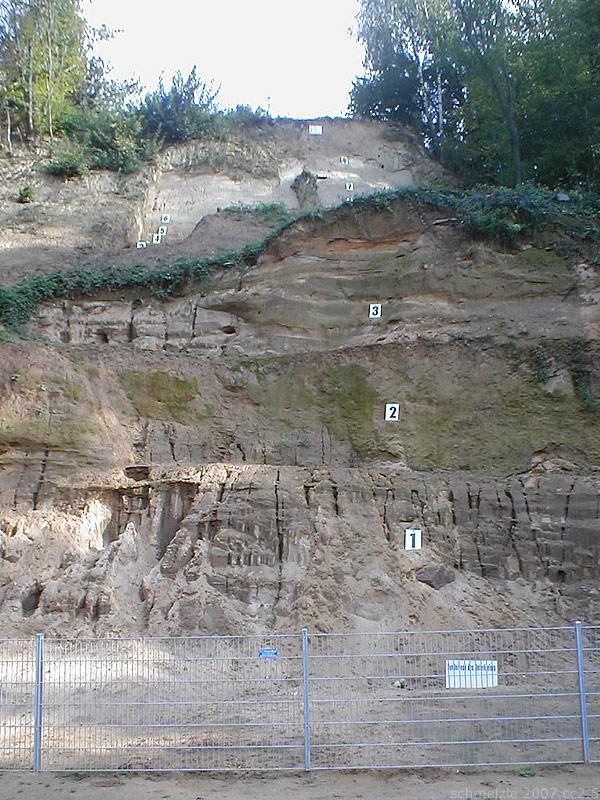
Yacimiento arqueológico de Mauer.
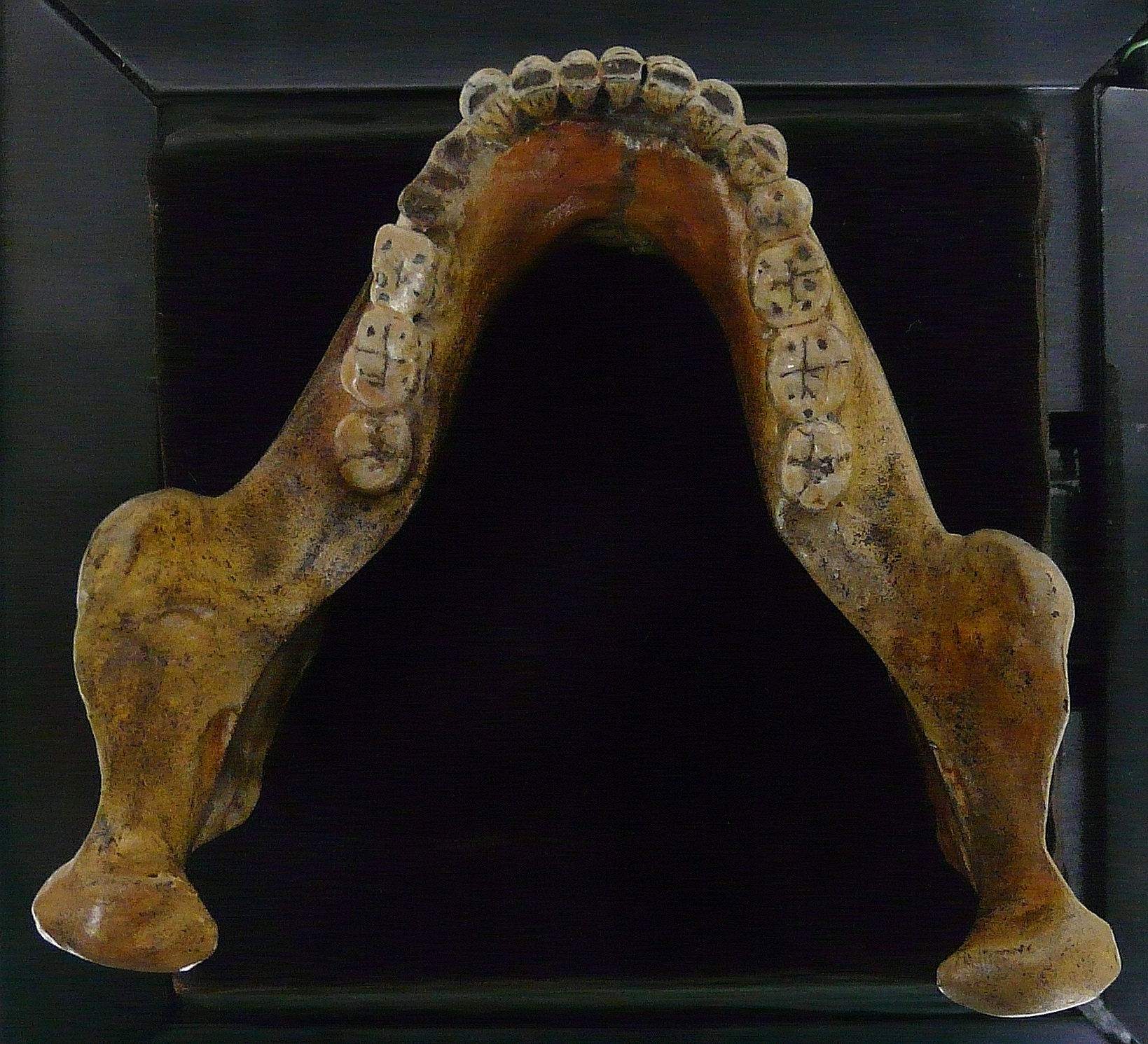
Réplica de la mandíbula en el Instituto de Ciencias Naturales de la Universidad de Heidelberg.
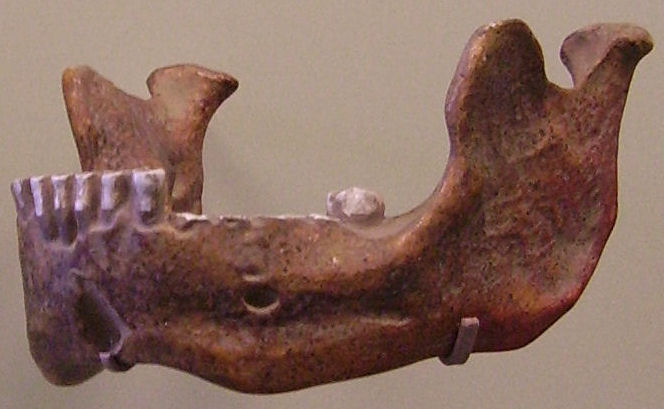
Réplica de la mandíbula en el Museo Rosenstein.